# Щепановиці (Лодзинське воєводство)
Щепановиці (пол. Szczepanowice) — село в Польщі, у гміні Ґошковиці Пйотрковського повіту Лодзинського воєводства.
Населення — 373 особи (2011).
У 1975-1998 роках село належало до Пйотрковського воєводства.

## Демографія
Демографічна структура станом на 31 березня 2011 року:
|          | Загалом | Допрацездатний вік | Працездатний вік | Постпрацездатний вік |
| -------- | ------- | ------------------ | ---------------- | -------------------- |
| Чоловіки | 182     | 43                 | 120              | 19                   |
| Жінки    | 191     | 48                 | 107              | 36                   |
| Разом    | 373     | 91                 | 227              | 55                   |